# 獺ヶ口笑保人
獺ヶ口 笑保人（おそがぐち えほと、1999年10月22日 - ）は、日本の将棋棋士。三重県熊野市出身。森信雄七段段門下。棋士番号は343。

## 棋歴
アマチュア
- 2012年5月：第1回J:COM杯 3月のライオン子ども将棋大会 全国大会優勝[2]

研修会
- 2010年11月、関西研修会 E1クラス昇級[3]
- 2013年03月、関西研修会 B1クラス昇級[4]
- 2013年06月、奨励会へ

奨励会時代
- 2013年06月、関西奨励会入会（6級）[1]
- 2020年の4月から6月の間に関東奨励会に移籍（当時1級）[5]。
- 第73回三段リーグ（2023年度 前期）より三段リーグに参加[1][6]。三段リーグ1期目は5勝13敗（40人中最下位）[6]、2期目は9勝9敗（45人中28位）の成績で[7]、いずれも勝ち越しならず。
- 第75回三段リーグ（2024年度 前期、参加3期目）で初のリーグ勝ち越し。最終成績を15勝3敗（1位）とし、2024年10月1日付での四段昇段、プロ入りを決めた[1][8]。

## 人物
- 得意戦法は角換わり[1]。
- 四段昇段時の趣味は、NETFLIXを観ること、サイクリング[1]。
- 4歳当時、父と母が将棋を指していたのを見て興味を持ち、両親から教わったのが将棋を始めたきっかけとなった[1]。
- 四段昇段時点で群馬大学医学部在学中（4年生）で、医学部在学中に棋士となったケースは極めて異例[9][注 1]。医師免許取得を目指し「可能な限り将棋と両立させたい」としているが、将来的には研究者の道も希望している[9]。
- 名前の「笑保人」は「笑顔を保つ人」と「エフォート（effort、英語で『努力』の意）」が由来[9]。

## 昇段履歴
- 2013年06月02日：関西奨励会 入会（6級）[1][10]

0（2020年6月から関東奨励会に移籍）
- 2020年10月04日：初段 [11]
- 2022年05月01日：二段 [12]
- 2023年02月05日：三段（第73回奨励会三段リーグ〈2023年度 前期〉より三段リーグに参加）[1][13][6]
- 2024年10月01日：四段（第75回奨励会三段リーグ成績1位） = プロ入り [1][8]

## 主な成績
タイトル棋戦
- 竜王戦：第38期 6組（4勝・昇決進行中） ／ 過去最高：（記録なし）
- 順位戦：第84期 C級2組・序列53位 ／ 過去最高：（記録なし）
- 叡王戦：（未参加、第11期より参加予定）
- 王位戦：第67期より参加 ／ 過去最高：（記録なし）
- 王座戦：（未参加、第74期より参加予定）
- 棋王戦：第51期 予選敗退 ／ 過去最高：予選0勝（第51期）
- 王将戦：第75期 予選敗退 ／ 過去最高：予選0勝（第75期）
- 棋聖戦：第97期 一次予選敗退 ／ 過去最高：一次予選（0勝、第97期）

一般棋戦・若手棋戦
- 朝日杯：第19回 一次予選敗退 ／ 過去最高：一次予選（0勝、第19回）
- 銀河戦：（未参加、第34期より参加予定）
- NHK杯：第75回 予選敗退 ／ 過去最高 予選0勝（第75回）
- 新人王戦：第56期 敗退 ／ 過去最高 トーナメント0勝（第56期）
- 加古川青流戦：第15期 進行中（1勝・ベスト16） ／ 過去最高：（記録なし）

### 在籍クラス
| 開始 年度 | (出典)順位戦出典 | (出典)順位戦出典 | (出典)順位戦出典 | (出典)順位戦出典 | (出典)順位戦出典 | (出典)順位戦出典 | (出典)順位戦出典 | (出典)順位戦出典 | (出典)竜王戦出典 | (出典)竜王戦出典 | (出典)竜王戦出典 | (出典)竜王戦出典 | (出典)竜王戦出典 | (出典)竜王戦出典 | (出典)竜王戦出典 | (出典)竜王戦出典 | (出典)竜王戦出典 | (出典)竜王戦出典 |
| 開始 年度 | 期               | 名人             | A級              | B級              | B級              | C級              | C級              | 0                | 期               | 竜王             | 1組              | 2組              | 3組              | 4組              | 5組              | 6組              | 決勝 T           |                  |
| 開始 年度 | 期               | 名人             | A級              | 1組              | 2組              | 1組              | 2組              | 0                | 期               | 竜王             | 1組              | 2組              | 3組              | 4組              | 5組              | 6組              | 決勝 T           |                  |
| --- | ---------------- | ---------------- | ---------------- | ---------------- | ---------------- | ---------------- | ---------------- | ---------------- | ---------------- | ---------------- | ---------------- | ---------------- | ---------------- | ---------------- | ---------------- | ---------------- | ---------------- | ---------------- |
| 2024 | 83               | （四段昇段前）   | （四段昇段前）   | （四段昇段前）   | （四段昇段前）   | （四段昇段前）   | （四段昇段前）   | （四段昇段前）   | 38               |                  |                  |                  |                  |                  |                  | 6組              | --               | 4-1/昇 -         |
| 2025 | 84               |                  |                  |                  |                  |                  | C253             | -                | 39               |                  |                  |                  |                  |                  |                  |                  |                  |                  |
| 順位戦、竜王戦の 枠表記 は挑戦者。右欄の数字は勝-敗(番勝負/PO含まず)。 順位戦の右数字はクラス内順位 ( x当期降級点 / *累積降級点 / +降級点消去 ) 順位戦の「F編」はフリークラス編入 /「F宣」は宣言によるフリークラス転出。 竜王戦の 太字 はランキング戦優勝、竜王戦の 組(添字) は棋士以外の枠での出場。 |                  |                  |                  |                  |                  |                  |                  |                  |                  |                  |                  |                  |                  |                  |                  |                  |                  |                  |

### 年度別成績
| 年度          | 対局数 | 勝数 | 負数 | 勝率   | (出典) |
| ------------- | ------ | ---- | ---- | ------ | ------ |
| 2024年度      | 8      | 4    | 4    | 0.5000 | [ 16 ] |
| 合計          | 8      | 4    | 4    | 0.5000 | [ 17 ] |
| 2025年3月まで |        |      |      |        |        |